# STS-52
STS-52, voluit Space Transportation System-52, was een spaceshuttlemissie van de Columbia. Tijdens de missie werd de Laser Geodynamic satelliet (LAGEOS-2) in een baan rond de aarde gebracht. Tevens werd er onderzoek gedaan met de United States Microgravity Payload (USMP-1).

## Bemanning
| Positie            | Lancering                        | Landing                          |                                  |
| ------------------ | -------------------------------- | -------------------------------- | -------------------------------- |
| Bevelhebber        | James Wetherbee 2e ruimtevlucht  | James Wetherbee 2e ruimtevlucht  |                                  |
| Piloot             | Michael Baker 2e ruimtevlucht    | Michael Baker 2e ruimtevlucht    |                                  |
| Missiespecialist 1 | Charles Veach 2e ruimtevlucht    | Charles Veach 2e ruimtevlucht    |                                  |
| Missiespecialist 2 | William Shepherd 3e ruimtevlucht | William Shepherd 3e ruimtevlucht | William Shepherd 3e ruimtevlucht |
| Missiespecialist 3 | Tamara Jernigan 2e ruimtevlucht  | Tamara Jernigan 2e ruimtevlucht  | Tamara Jernigan 2e ruimtevlucht  |
| Ladingspecialist 1 | Steven MacLean 1e ruimtevlucht   | Steven MacLean 1e ruimtevlucht   | Steven MacLean 1e ruimtevlucht   |

## Media

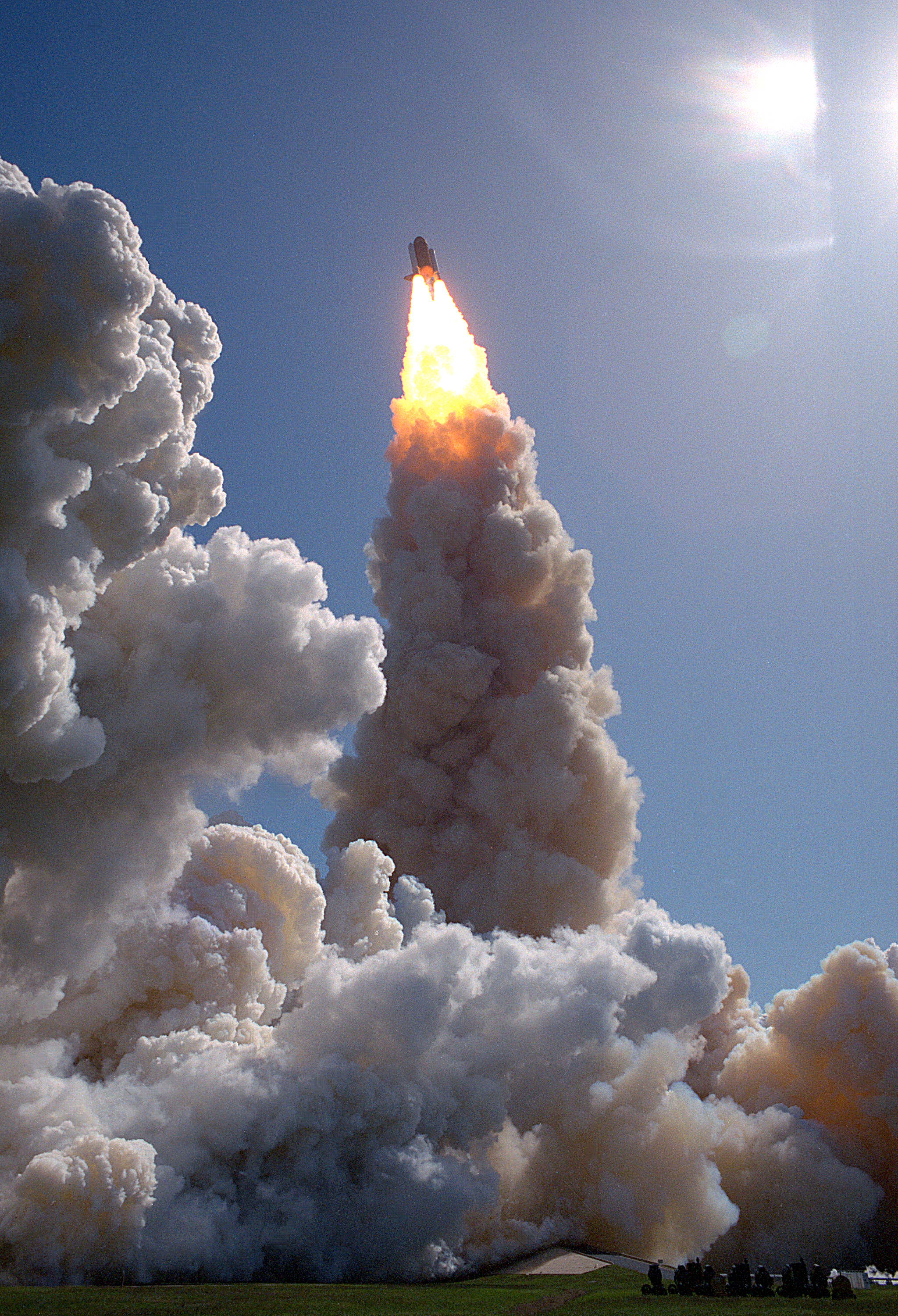
Lancering
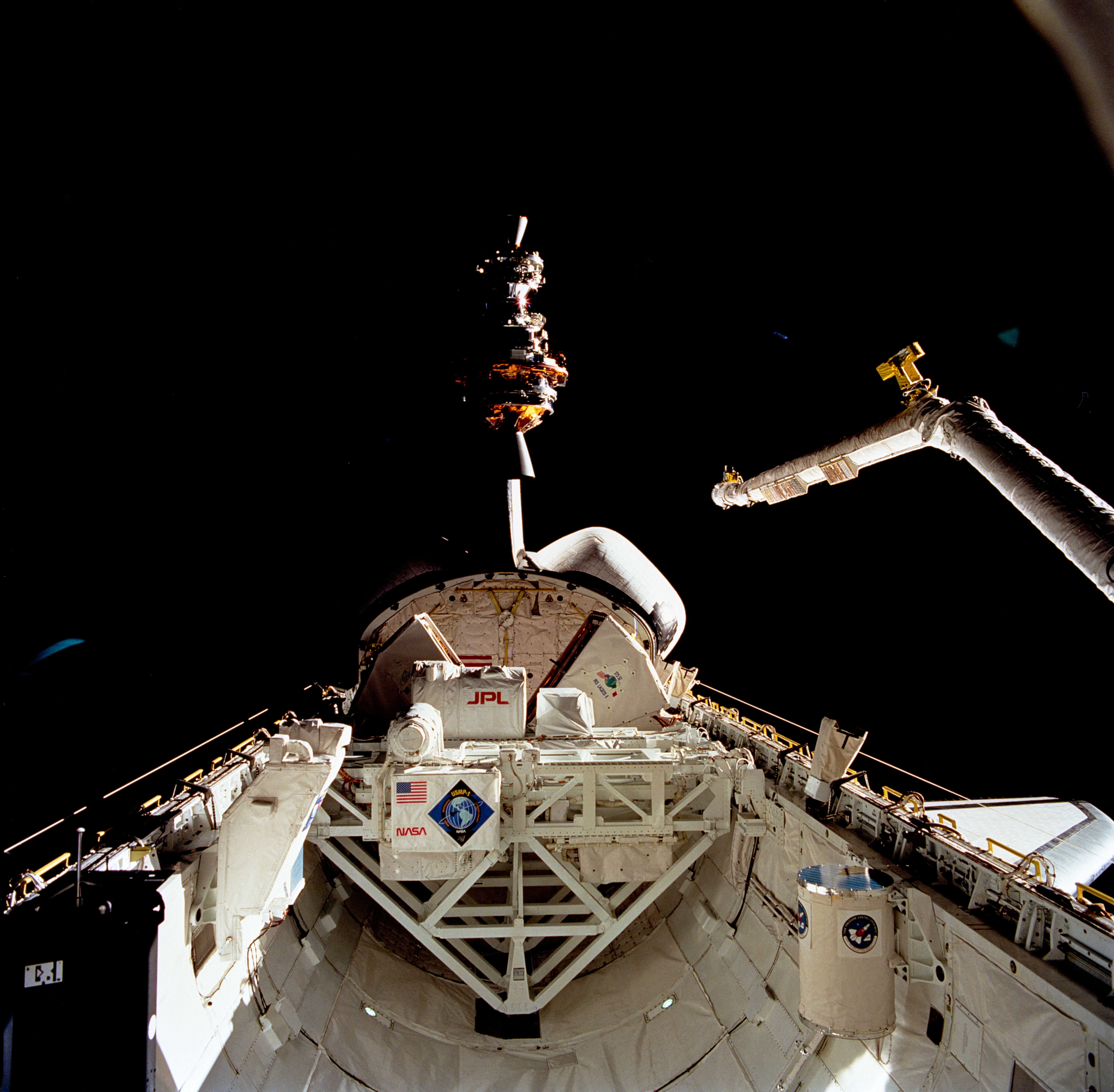
LAGEOS-2 aan boord van de Columbia